# Batalla de Raszyn
La primera batalla de Raszyn, sucedida el 19 de abril de 1809, enfrentó a los ejércitos del Imperio austríaco y al Gran Ducado de Varsovia en el contexto de las guerras de la Quinta Coalición, en las guerras napoleónicas, y concluyó con la derrota del ejército de Austria.
El ejército austriaco, bajo el mando del Archiduque Fernando, invadió el Gran Ducado de Varsovia en abril de 1809. Las tropas polacas, comandadas por el príncipe Józef Antoni Poniatowski, resistieron el ataque austriaco sobre Varsovia, derrotándoles en Radzymin y reconquistando partes de la antigua Polonia, inclusive Cracovia y Leópolis, con la derrota de los austriacos en las cercanas localidades de Góra y Grochóv.
Por esta victoria, al general Józef Antoni Poniatowski se le concedió la «Legión de Honor», un sable y una lanza honoríficas.

## Tras la batalla

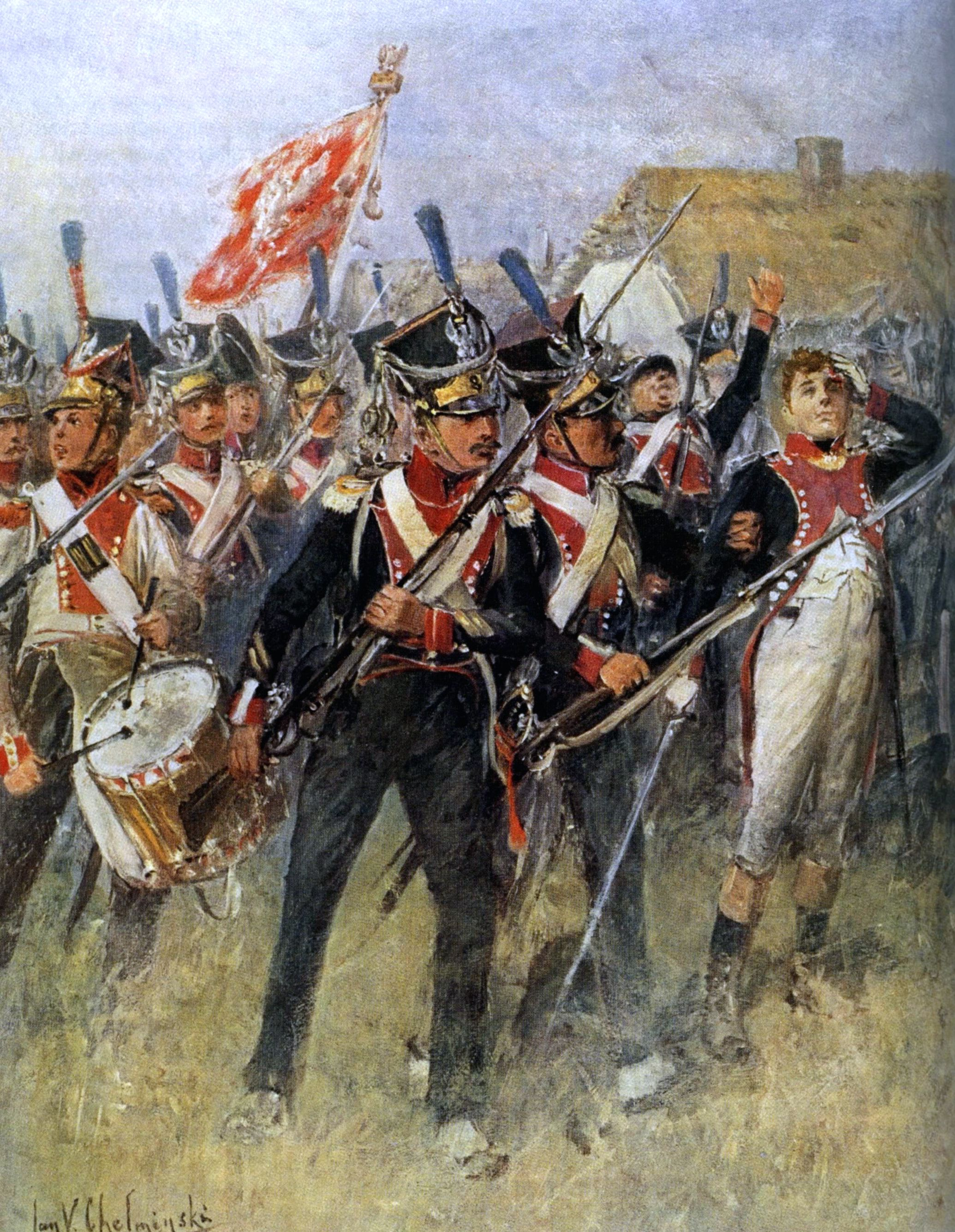
Regimiento de infantería polaca

Después de la retirada austriaca al otro lado de los pantanos, el príncipe Poniatowski ordenó a sus fuerzas retirarse hacia Varsovia. Sin embargo, dado que las fortificaciones de la ciudad se encontraban en muy mal estado y que la fuerza expedicionaria de Sajonia se retiraba hacia su país, Poniatowki decidió dejar Varsovia indefensa y retirarse a las fortalezas cercanas (sobre todo a Modlin y Serock). Se dejó a la capital con una pequeña tropa para presentar resistencia al enemigo que la sitiaba, ejerciendo como maniobra de distracción para los austriacos, que de esta forma descuidaron otros frentes. Durante las siguientes semanas, las tropas del general Henryk Dąbrowski defendieron el territorio polaco y sitiaron junto a la caballería la ciudad de Leópolis. Finalmente, Poniatowski dejó solo una pequeña fuerza cerca de Varsovia para impedir a los austriacos dejar la capital, y se trasladó con el resto de sus fuerzas hacia el sur, conquistando la ciudad de Cracovia.
El 14 de octubre de 1809 se firmó el Tratado de Schönbrunn entre Austria y Francia, en el que se acordaba que la primera perdía aproximadamente 50 000 km² de territorio, habitados por más de 1 900 000 personas. Los territorios anexionados por el Gran Ducado de Varsovia incluían las tierras de Zamość y Cracovia, así como el 50 % de los ingresos por las minas de sal de Wieliczka.